# Старо Штефање
Старо Штефање је насељено место у саставу општине Штефање у Бјеловарско-билогорској жупанији, Република Хрватска.

## Историја
До територијалне реорганизације у Хрватској налазило се у саставу старе општине Чазма.

## Становништво
На попису становништва 2011. године, Старо Штефање је имало 186 становника.

## Попис1991.
На попису становништва 1991. године, насељено место Старо Штефање је имало 229 становника, следећег националног састава:
| Попис 1991.‍ | Попис 1991.‍ | Попис 1991.‍ | Попис 1991.‍ | Попис 1991.‍ |
| ----------- | ----------- | ----------- | ----------- | ----------- |
|             |             |             |             |             |
| Хрвати      | Хрвати      |             | 228         | 99,56%      |
| Словенци    | Словенци    |             | 1           | 0,43%       |
| укупно: 229 |             |             |             |             |